# Птичье (озеро, Сахалин)
Птичье — солёное озеро, фактически лагуна-эстуарий на восточном побережье острова Сахалин. Относится к территории Корсаковского городского округа Сахалинской области России.
Площадь зеркала 74,4 км², водосборная площадь 3,6 км².

## Гидрография
Находится на восточном побережье Тонино-Анивского полуострова между мысами Менацупы и Птичий нос. Представляет собой затопленную морем устьевую часть реки Чёрной, позднее отчленённую аккумулятивной формой — узкой (50-200 м) песчано-гравийной косой высотой до 6 м. В северной части косы озеро соединяется с Охотским морем посредством протоки, которая во время штормов обычно замывается и прорывается после весеннего паводка либо после сильных дождей. Если этого не происходит, то местные жители разваловывают протоку для захода рыбы в озеро. Ранее протока находилась южнее, но в 1960-х гг. была основательно замыта и впоследствии переместилась вверх по косе. В зависимости от замытости протоки уровень в озере может подняться до 2 м.
Водоём состоит из центрального плёса и нескольких глубоко вдающихся заливов, некоторые из которых отделены наносами от основной акватории. Во время отлива в центре южного залива обнажается скалистая отмель, превращающаяся в отдельный островок.

## Водный режим
Ледостав на озере происходит с середины ноября по середину декабря и продолжается от 130 до 170 дней. Толщина льда доходит до 1 метра. Вскрытие ото льда во второй половине апреля — середине мая. Температура воды в поверхностном слое достигает максимума в августе и почти доходит до 20 °C, причём здесь она распреснена, а в нижнем слое солёность воды близка к морской. В придонном слое солёность почти постоянная и доходит до 31,46 ‰.